# Heidi Kloser
Heidi Kloser (ur. 18 września 1992 r.) – amerykańska narciarka dowolna, specjalistka w jeździe po muldach. Jak dotąd nie startowała na igrzyskach olimpijskich. W mistrzostwach świata brała udział tylko raz, było to w Deer Valley, gdzie zajęła 18. miejsce w jeździe po muldach. Najlepsze wyniki w Pucharze Świata osiągnęła w sezonie 2012/2013, kiedy to zajęła 44. miejsce w klasyfikacji generalnej, a w klasyfikacji jazdy po muldach byłą 12.

## Sukcesy

### Mistrzostwa Świata
| Miejsce | Dzień    | Rok  | Miejscowość | Konkurencja      | Zwycięzca     |
| ------- | -------- | ---- | ----------- | ---------------- | ------------- |
| 18.     | 2 lutego | 2011 | Deer Valley | Jazda po muldach | Jennifer Heil |

### Puchar Świata

#### Miejsca w klasyfikacji generalnej
- 2009/2010 – 76.
- 2010/2011 – 52.
- 2011/2012 – 63.
- 2012/2013 – 44.
- 2013/2014 –

#### Miejsca na podium w zawodach
1. Kreischberg – 22 grudnia – 2012 (Muldy podwójne) – 2. miejsce
2. Lake Placid – 15 stycznia 2014 (Jazda po muldach) – 2. miejsce